# Rhododendron parryae
Rhododendron parryae är en ljungväxtart som beskrevs av Hutchinson. Rhododendron parryae ingår i släktet rododendron, och familjen ljungväxter. Inga underarter finns listade i Catalogue of Life.